# Pierre Verbaeten
Pierre (Petrus) Verbaeten is een Belgische professor emeritus in de computerwetenschappen aan de KU Leuven, en heeft meer dan 226 publicaties op zijn naam staan. Hij beheerde het domeinveld .be van 1989 tot 2000.

## Biografie
Verbaeten studeerde elektronica  aan de Katholieke Universiteit Leuven en studeerde af in 1969. De richting computerwetenschappen is opgericht in 1971. Zijn eerste aanraking met informatica was tijdens zijn legerdienst. Hij volgde toen toegepaste wiskunde, waarin enkele informaticavakken voorkwamen.

## Functies
- Voormalig voorzitter van het departement Computerwetenschappen van de Katholieke Universiteit Leuven
- Voorzitter raad van bestuur EURid van 2004[3]
- Lid in de onderzoeksgroep DistriNet aan de KU Leuven
- Beheerder van het topleveldomein .be tussen 1989 en 2000[4]
- Lid DNS.be van 2000[5]
- Professor aan de KU Leuven sinds 1982